# Sojuz MS-27
Sojuz MS-27 è un volo astronautico verso la Stazione spaziale internazionale (ISS) e parte del programma Sojuz, ed il 155° volo con equipaggio della navetta Sojuz dal primo volo avvenuto nel 1967. L'equipaggio, formato dal comandante Sergej Ryžikov e dagli ingegneri di volo Alekej Zubrickij e Jonathan Kim, sta prendendo parte all'Expedition 73.

## Equipaggio

### Equipaggio principale
| Ruolo               | Equipaggio                                           | Equipaggio                                           |
| ------------------- | ---------------------------------------------------- | ---------------------------------------------------- |
| Comandante          | Sergej Ryžikov, Roscosmos Expedition 73 Terzo volo   | Sergej Ryžikov, Roscosmos Expedition 73 Terzo volo   |
| Ingegnere di volo 1 | Alekej Zubrickij, Roscosmos Expedition 73 Primo volo | Alekej Zubrickij, Roscosmos Expedition 73 Primo volo |
| Ingegnere di volo 2 | Jonathan Kim, NASA Expedition 73 Primo volo          | Jonathan Kim, NASA Expedition 73 Primo volo          |

### Equipaggio di riserva
| Ruolo               | Equipaggio                      | Equipaggio                      |
| ------------------- | ------------------------------- | ------------------------------- |
| Comandante          | Sergej Kud'-Sverčkov, Roscosmos | Sergej Kud'-Sverčkov, Roscosmos |
| Ingegnere di volo 1 | Sergej Mikaev, Roscosmos        | Sergej Mikaev, Roscosmos        |
| Ingegnere di volo 2 | Christopher Williams, NASA      | Christopher Williams, NASA      |